# Emil Ghilezan
Emil Ghilezan (n. 1912 – d. 1997) a fost un om politic și ministru român.
Emil Ghilezan a fost membru PNȚ, șeful organizației PNȚ din Județul Severin (interbelic) și membru al Delegației Permanente a PNȚ. În perioada 1940-1944 a fost director general al Băncii Ardelene.
Ghilezan a fost subsecretar de stat în al doilea guvern Sănătescu (4 noiembrie 1944 – 5 decembrie 1944) și în guvernul Nicolae Rădescu (6 decembrie 1944 – 5 martie 1945).
Printr-un hazard a scăpat de înscenarea de la Tămădău din 14 iulie1947, și a reușit să fugă din țară în decembrie 1947, ajungând în exil. Emil Ghilezan a fost scos peste granița cu Ungaria prin diligențele lui Bruno Manzone. De acolo, tot pe filieră italienească, un preot catolic l-a trecut pe Emil Ghilezan în Austria. S-a stabilit inițial la Paris, apoi în SUA și în final în Italia. A fost membru al Comitetului Național Român în exil și președinte al secției „Italia” a acestuia.  S-a aflat la conducerea Ligii Românilor Liberi, sub direcția generalului Nicolae Rădescu, apoi a lui Mihail Fărcășanu.